# Jak oni śpiewają (The Best Of)
Jak oni Śpiewają - The Best Of – płyta nagrana przez trójkę najlepszych I i II edycji Jak oni śpiewają oraz Edytę Górniak. Na płycie znajduje się 16 piosenek.

## Lista utworów
1. Agnieszka Włodarczyk – Brzydcy
2. Agnieszka Włodarczyk – Małe tęsknoty
3. Agnieszka Włodarczyk – Co mi Panie dasz
4. Agnieszka Włodarczyk – Tyle słońca w całym mieście
5. Joanna Liszowska – Conga
6. Joanna Liszowska – I Will Survive
7. Joanna Liszowska – To były piękne dni
8. Joanna Liszowska – Bamboleo
9. Robert Moskwa – Nie dokazuj
10. Robert Moskwa – 40 lat minęło
11. Natasza Urbańska – I Feel Good
12. Piotr Polk – Za młodzi za starzy
13. Patricia Kazadi – Szybki Bill
14. Patricia Kazadi – Supermenka
15. Edyta Górniak – List
16. Edyta Górniak – Dziękuję ci